# The Miracle
„The Miracle“ е албум на британската рок група Куийн издаден през 1989 година. Албумът е тринадесети поред студиен албум на групата, записан след брачните проблеми на Брайън Мей и поставената диагноза от СПИН на Фреди Меркюри. Записите започват през януари и продължават девет месеца.
В началото е запланувано албумът да се казва „The Invisible Man“, но три седмици преди издаването си, според Роджър Тейлър групата е решила да смени името на „The Miracle“. Обложката представлява арт технология на манипулация на изображения, и комбинирани снимки на лицата на четиримата членове на групата в една трансформира. Албумът достига първа позиция в Обединеното кралство, Австрия, Германия, Холандия, Швейцария, и 24-то в американския Билборд 200. „The Miracle“ е продаден в около 9,5 милиона копия.
„The Miracle“ е предпоследният албум на групата преди смъртта на Фреди Меркюри през ноември 1991 година. Allmusic го определя, като най-добрият албум на Куийн от 1980-те заедно с The Game.

## Списък на песните
Страна А
1. Party (Куийн) – 2:24
2. Khashoggi's Ship (Куийн) – 2:47
3. The Miracle (Дийкън/Меркюри) – 5:02
4. I Want It All (Мей) – 4:40
5. The Invisible Man (Тейлър) – 3:55

Страна Б
1. Breakthru (Меркюри/Тейлър) – 4:07
2. Rain Must Fall (Дийкън/Меркюри) – 4:20
3. Scandal (Мей) – 4:42
4. My Baby Does Me (Дийкън/Меркюри) – 3:22
5. Was It All Worth It (Меркюри) – 5:45

Бонус песни (CD)
1. Hang on in There (Куийн)
2. Chinese Torture (Меркюри/Мей)
3. The Invisible Man (Тейлър)

## Състав
- Фреди Меркюри: водещи вокали, пиано
- Брайън Мей: китари, клавиши, вокали
- Роджър Тейлър: барабани, вокали
- Джон Дийкън: бас китара, акустичната китара, беквокали